# Allen (Familienname)
Allen ist ein im englischen Sprachraum vorkommender Familienname, abgeleitet von dem männlichen Vornamen Alan.

## Herkunft und Bedeutung
Der Name entstammt dem schottischen Wort aluinn (gutaussehend, stattlich).

## Varianten
- Van Allen
- Allan
- Alan

## Namensträger

### A
- A. A. Allen (Asa Alonso Allen; 1911–1970), US-amerikanischer Evangelist
- A. Leonard Allen (Asa Leonard Allen; 1891–1969), US-amerikanischer Politiker
- Adrian Allen (1934–2009), englischer Fußballspieler
- Aileen Allen (1888–1950), US-amerikanische Wasserspringerin
- Albert Allen (Fußballspieler) (1867–1899), englischer Fußballspieler
- Albert Arthur Allen (1886–1962), US-amerikanischer Fotograf und Filmregisseur
- Aleisha Allen (* 1991), US-amerikanische Schauspielerin
- Alfie Allen (* 1986), britischer Schauspieler
- Alfred Allen (Schauspieler) (1866–1947), US-amerikanischer Schauspieler
- Alfred Allen, Baron Allen of Fallowfield (1914–1985), britischer Gewerkschaftsfunktionär und Politiker
- Alfred E. Allen (1912–1987), neuseeländischer Politiker
- Alfred G. Allen (1867–1932), US-amerikanischer Politiker
- Alice Standish Allen (1907–2002), US-amerikanische Geologin
- Alpian Allen, vincentischer Politiker
- Amber Allen (* 1975), kanadische Fußballspielerin
- Amos L. Allen (1837–1911), US-amerikanischer Politiker
- Amy Allen (* 1992), US-amerikanische Schauspielerin
- Andrew Allen (Politiker) (1740–1825), US-amerikanischer Politiker
- Andrew Allen (Eishockeyspieler) (* 1976), kanadischer Eishockeyspieler
- Andrew James Allen (* 1987), US-amerikanischer Schauspieler
- Andrew M. Allen (Andrew Michael Allen; * 1955), US-amerikanischer Astronaut
- Andy Allen (Andrew Allen; * 1974), englischer Fußballspieler
- Anita Allen (* 1977), US-amerikanische Moderne Fünfkämpferin
- Annisteen Allen (1920–1992), US-amerikanische Sängerin
- Anthony Allen (Schauspieler), Schauspieler
- Anthony Allen (Footballspieler, 1959) (* 1959), US-amerikanischer American-Football-Spieler
- Anthony Allen (Dartspieler) (* 1978), englischer Dartspieler
- Anthony Allen (Rugbyspieler) (* 1986), englischer Rugby-Union-Spieler
- Anthony Allen (Footballspieler, 1988) (* 1988), US-amerikanischer American- und Canadian-Football-Spieler
- Anthony Allen (Ruderer) (* 1995/1996), neuseeländischer Ruderer
- Anthony Campbell Allen (1925–1995), britisch-schweizerischer Komponist
- Arthur A. Allen (1885–1964), US-amerikanischer Ornithologe und Hochschullehrer
- Asa Alonso Allen (1911–1970), US-amerikanischer Evangelist, siehe A. A. Allen
- Asa Leonard Allen (1891–1969), US-amerikanischer Politiker, siehe A. Leonard Allen

### B
- Barbara Allen (* 1936), US-amerikanische Sängerin
- Barry Allen (1945–2020), kanadischer Musiker
- Beatrice Allen (* 1950), gambische Sportfunktionärin
- Ben Allen (* 1985), australischer Triathlet
- Benjamin Dwight Allen (1831–1914), US-amerikanischer Organist und Komponist
- Bernadette Allen (* 1955), US-amerikanische Diplomatin
- Bernard Allen (1944–2024), irischer Politiker
- Bert Allen (1883–1910), englischer Fußballspieler
- Beth Allen (Golfspielerin) (* 1981), US-amerikanische Golfspielerin
- Beth Allen (* 1984), neuseeländische Schauspielerin
- Betty Allen (1927–2009), US-amerikanische Sängerin (Mezzosopran)
- Bill Allen (Fußballspieler) (William Allen; 1917–1981), englischer Fußballspieler
- Bill Allen (DJ) (William Trousdale Allen III, genannt Hoss; 1922–1997), US-amerikanischer Discjockey
- Bill Allen (Schauspieler) (William Lawrence Allen; * 1962), US-amerikanischer Schauspieler
- Billy Allen (* 1981), US-amerikanischer Beachvolleyballspieler
- Bob Allen (Schauspieler) (eigentlich Irvine E. Theodore Baehr; 1906–1998), US-amerikanischer Schauspieler
- Bob Allen (Fußballspieler, 1916) (Albert Robert Allen; 1916–1992), englischer Fußballspieler
- Bob Allen (Fußballspieler, 1939) (Robert Allen; * 1939), nordirischer Fußballspieler
- Bob Allen (Pianist) (eigentlich Bob Prahin; 1940–2015), US-amerikanischer Jazzpianist
- Bob Allen (Politiker) (Robert W. Allen; * 1958), US-amerikanischer Politiker (Republikaner)
- Bobby Allen (* 1978), US-amerikanischer Eishockeyspieler
- Brad Allen, US-amerikanischer American-Football-Schiedsrichter
- Bradley Allen (* 1971), englischer Fußballspieler
- Brandon Allen (* 1992), US-amerikanischer American-Football-Spieler
- Bruce Allen (Spieleautor) (* 1957), deutscher Softwareentwickler und Spieleautor
- Bruce Allen (Physiker) (* 1959), US-amerikanischer Physiker
- Bruce Allen (Produzent), kanadischer Bandmanager und Musikproduzent
- Bruce Allen (Manager), US-amerikanischer Sportmanager
- Bryan Allen (* 1980), kanadischer Eishockeyspieler
- Bryn Allen (1921–2005), walisischer Fußballspieler
- Bull Allen (Leslie Clarence Allen; 1916–1982), australischer Soldat
- Byron Allen (Musiker) (* 1939), US-amerikanischer Saxophonist
- Byron Allen (Komiker) (* 1961), US-amerikanischer Komiker
- Byron G. Allen (Byron Gilchrist Allen; 1901–1988), US-amerikanischer Politiker

### C
- Candace Allen (* 1950), US-amerikanische Schriftstellerin
- Carl Allen (* 1961), US-amerikanischer Jazzmusiker
- Carl Ferdinand Allen (1811–1871), dänischer Historiker
- Carleton Kemp Allen (1887–1966), australisch-britischer Rechtshistoriker
- Carroll Allen, US-amerikanischer Mediziner
- Chad Allen (* 1974), US-amerikanischer Schauspieler
- Chad Allen (Baseballspieler) (* 1975), US-amerikanischer Baseballspieler
- Charles Allen (Zahnmediziner), englischer Zahnmediziner
- Charles Allen (Politiker) (1797–1869), US-amerikanischer Politiker
- Charles Allen (Jurist) (1827–1913), US-amerikanischer Jurist
- Charles Allen, Baron Allen of Kensington (* 1957), britischer Geschäftsmann und Politiker
- Charles Allen (Leichtathlet) (* 1977), guyanisch-kanadischer Hürdenläufer
- Charles Herbert Allen (1848–1934), US-amerikanischer Politiker und Künstler
- Charles John Allen (1862–1956), britischer Bildhauer
- Charles Mengel Allen (1916–2000), US-amerikanischer Jurist
- Charles Peter Allen (1861–1930), britischer Politiker
- Charlie Allen (Musiker) (1908–1972), US-amerikanischer Trompeter und Musikpädagoge
- Charlie Allen (Fußballspieler) (* 1992), englischer Fußballspieler
- Chris Allen (Skilangläufer) (Christopher Allen; * 1959), australischer Skilangläufer
- Chris Allen (Soziologe) (Christopher Allen; * 1966), britischer Soziologe und Religionswissenschaftler
- Chris Allen (Fußballspieler, 1972) (Christopher Anthony Allen; * 1972), englischer Fußballspieler
- Chris Allen (Eishockeyspieler) (* 1978), kanadischer Eishockeyspieler
- Chris Allen (Fußballspieler, 1989) (Christopher Martin Allen; * 1989), englischer Fußballspieler
- Christa B. Allen (* 1991), US-amerikanische Schauspielerin
- Christopher Allen (Politikwissenschaftler) (auch Chris Allen; 1942–2008), britischer Politikwissenschaftler und Hochschullehrer
- Christopher Allen (Cricketspieler) (Christopher Wynyard Allen; 1944–2012), englischer Cricketspieler
- Christopher Allen (Fußballspieler) (* 1989), gambischer Fußballspieler
- Christopher Allen (Badminton), Badmintonspieler
- Chuck Allen (1939–2016), US-amerikanischer American-Football-Spieler
- Chude Allen (* 1943), US-amerikanische Bürgerrechtlerin und Feministin
- CJ Allen (* 1995), US-amerikanischer Sprinter
- Claire Allen (1853–1942), US-amerikanischer Architekt
- Clarence Emir Allen (1852–1932), US-amerikanischer Politiker
- Clarence Ray Allen (1930–2006), US-amerikanischer Krimineller
- Clarence Roderic Allen (1925–2021), US-amerikanischer Geologe
- Clarissa Minnie Thompson Allen (1859–1941), US-amerikanische Pädagogin und Autorin
- Claude Allen (Leichtathlet) (Claude Arthur Allen; 1885–1979), US-amerikanischer Stabhochspringer
- Claude Alexander Allen Jr. (* 1960), US-amerikanischer Anwalt und Politikberater
- Clifford Allen (1912–1978), US-amerikanischer Politiker
- Clive Allen (* 1961), englischer Fußballspieler
- Colin Allen (Musiker) (* 1938), britischer Songwriter und Schlagzeuger
- Colin Allen (Philosoph) (* 1960), US-amerikanischer Philosoph und Kognitionswissenschaftler
- Corey Allen (1934–2010), US-amerikanischer Filmregisseur und Schauspieler
- Cory Allen (* 1983), walisischer Rugby-Union-Spieler
- Craig Allen (Musiker) (1955–2015), US-amerikanischer Bluesmusiker
- Craig Allen (Leichtathlet), US-amerikanischer Leichtathlet
- Craig B. Allen (* 1957), US-amerikanischer Diplomat
- Crystal Allen (* 1978), US-amerikanische Schauspielerin

### D
- Daevid Allen (1938–2015), australischer Rockmusiker
- Dakota Allen (* 1995), US-amerikanischer American-Football-Spieler
- Damien Allen (* 1986), englischer Fußballspieler
- Danielle Allen (* 1971), US-amerikanische Politikwissenschaftlerin
- Darin Allen (* 1965), US-amerikanischer Boxer
- Dave Allen (David Tynan O’Mahoney; 1936–2005), irischer Schauspieler
- David Allen (Maler) (1744–1796), schottischer Maler
- David Allen (Spezialeffektkünstler, I), US-amerikanischer Fotograf und Filmtechniker
- David Allen (Sänger) (1927–1960), australischer Opernsänger (Bariton)
- David Allen (Musiker), US-amerikanischer Jazzmusiker
- David Allen (Cricketspieler) (1935–2014), englischer Cricketspieler
- David Allen (Dramatiker) (* 1936), britischer Dramatiker
- David Allen (Kanute) (* 1943), britischer Kanute
- David Allen (Spezialeffektkünstler, 1944) (1944–1999), US-amerikanischer Spezialeffektkünstler
- David Allen (Autor) (* 1945), US-amerikanischer Autor, Berater und Unternehmer
- David Allen (Tänzer) (* 1946), britischer Tänzer und Tanzpädagoge
- David G. Allen (1926–2005), US-amerikanischer Ornithologe und Naturfotograf
- David W. Allen (* 1961), US-amerikanischer Kartograf
- Davida Allen (* 1951), australische Malerin, Filmregisseurin und Schriftstellerin
- Debbie Allen (Deborrah Kaye Allen; * 1950), US-amerikanische Schauspielerin, Tänzerin, Choreografin, Produzentin und Sängerin
- Deborah Allen (* 1953), US-amerikanische Sängerin
- Dede Allen (1923–2010), US-amerikanische Filmeditorin
- Denis Allen (Politiker) (1896–1961), irischer Politiker
- Denis Allen (Diplomat) (1910–1987), britischer Diplomat
- Dennis Allen (1939–1995), englischer Fußballspieler
- Derrick Allen (Fußballspieler, 1930) (1930–1978), englischer Fußballspieler
- Derrick Allen (Fußballspieler, 1946) (* 1946), englischer Fußballspieler
- Derrick Allen (Basketballspieler) (* 1980), US-amerikanischer Basketballspieler
- Devon Allen (* 1994), US-amerikanischer Hürdenläufer
- Dick Allen (Richard Binion Allen; 1927–2007), US-amerikanischer Jazz-Historiker, siehe Richard B. Allen
- Dick Allen  (Richard Vincent Allen; 1936–2024), US-amerikanischer Politiker, siehe Richard V. Allen
- Dick Allen (Baseballspieler) (Richard Anthony Allen; 1942–2020), US-amerikanischer Baseballspieler und Sänger
- Donald Allen (* 1949), australischer Radrennfahrer
- Donna Allen, US-amerikanische R&B- und Popsängerin
- Donna Allen (Aktivistin) (1920–1999), US-amerikanische Bürger- und Frauenrechtlerin, Historikerin und Arbeitsökonomin
- Doreen Allen (1879–1963), englisch-britische Suffragette.
- Douglas Allen, Baron Croham (1917–2011), britischer Politiker

### E
- Ed Allen (Musiker) (Edward Clifton Allen; 1897–1974), US-amerikanischer Jazztrompeter
- Ed Allen (Autor) (Edward Allen; * 1948), US-amerikanischer Autor
- Eddie Allen (* 1957), US-amerikanischer Jazzmusiker und Komponist
- Edgar Allen (Biologe) (1892–1943), US-amerikanischer Anatom und Physiologe
- Edgar Johnson Allen (1866–1942), britischer Meeresbiologe
- Edgar Van Nuys Allen (1900–1961), US-amerikanischer Arzt
- Edward H. Allen (1830–1895), US-amerikanischer Politiker
- Edward N. Allen (Edward Normand Allen; 1891–1972), US-amerikanischer Politiker
- Edward P. Allen (Edward Payson Allen; 1839–1909), US-amerikanischer Politiker
- Edward Patrick Allen (1853–1926), US-amerikanischer Geistlicher, Bischof von Mobile
- Edwin Allen (1840–1931), US-amerikanischer Politiker
- Elijah Allen (* 1989), amerikanisch-deutscher Basketballspieler
- Elinor Allen, Geburtsname von Elinor Middlemiss (* 1967), schottische Badmintonspielerin
- Elisha Hunt Allen (1804–1883), US-amerikanischer Politiker und Diplomat
- Elizabeth Allen (Künstlerin) (1883–1967), britische Künstlerin
- Elizabeth Allen (Schauspielerin) (1929–2006), US-amerikanische Schauspielerin
- Elizabeth Allen Rosenbaum (auch Liz Allen), US-amerikanische Filmregisseurin
- Elizabeth Akers Allen (1832–1911), US-amerikanische Dichterin und Journalistin
- Elizabeth Anne Allen (* 1970), US-amerikanische Schauspielerin
- Elizabeth Chase Allen (1832–1911), US-amerikanische Journalistin und Dichterin
- Ernest Allen (1910–1984), australischer Politiker (South Australia)
- Ethan Allen (1738–1789), US-amerikanischer Freiheitskämpfer
- Eugene Allen (1919–2010), US-amerikanischer Butler

### F
- Fabian Allen (* 1995), jamaikanischer Cricketspieler
- Finn Allen (* 1999), neuseeländischer Cricketspieler
- Fiona Allen (* 1965), britische Komikerin und Schauspielerin
- Fletcher Allen (1905–1995), US-amerikanischer Jazzmusiker
- Florence E. Allen (1884–1966), US-amerikanische Richterin
- Florence Eliza Allen (1876–1960), US-amerikanische Mathematikerin, Hochschullehrerin und Frauenrechtlerin
- Folbert van Alten-Allen (1635–1715), niederländischer Maler
- Frances E. Allen (1932–2020), US-amerikanische Informatikerin
- Francis Valentine Allen (1909–1977), kanadischer Geistlicher
- Frank Allen (Fußballspieler, 1901) (1901–1989), englischer Fußballspieler
- Frank Allen (Fußballspieler, 1927) (1927–2014), englischer Fußballspieler
- Frank A. Allen, Jr. (1896–1979), US-amerikanischer Generalmajor
- Frank G. Allen (1874–1950), US-amerikanischer Politiker
- Franklin Allen (* 1956), britischer Wirtschaftswissenschaftler
- Fred Allen (Leichtathlet) (1890–1964), US-amerikanischer Weitspringer
- Fred Allen (1894–1956), US-amerikanischer Schauspieler und Komiker
- Fred Allen (Filmeditor) (1896–1955), US-amerikanischer Filmeditor und Regisseur
- Fred Allen (Rugbyspieler) (1920–2012), neuseeländischer Rugbyspieler
- Frederic De Forest Allen (1844–1897), US-amerikanischer Klassischer Philologe
- Fritz Allen (* 1961), US-amerikanischer Sportschütze
- Fulton Allen, eigentlicher Name von Blind Boy Fuller (1907–1941), US-amerikanischer Blues-Musiker

### G
- Gareth Allen (* 1988), walisischer Snookerspieler
- Garland E. Allen (1936–2023), US-amerikanischer Wissenschaftshistoriker
- Gary Allen (1936–1986), US-amerikanischer Journalist und Verschwörungstheoretiker
- Gavin Allen (* 1976), walisischer Fußballspieler
- Gene Allen (Szenenbildner) (1918–2015), US-amerikanischer Artdirector und Szenenbildner
- Gene Allen (Musiker) (1928–2008), US-amerikanischer Jazzmusiker
- Gene Allen (Komponist), Komponist und Musikproduzent
- Geoff Allen (* 1946), englischer Fußballspieler
- Geoffrey Allen (Bischof) (1902–1982), britischer anglikanischer Bischof
- Geoffrey Allen (Chemiker) (* 1928), britischer Chemiker
- George Allen (Linguist) (1808–1876), US-amerikanischer Geistlicher und Linguist
- George Allen (Eishockeyspieler) (1914–2000), kanadischer Eishockeyspieler
- George Allen (Footballtrainer) (1918–1990), US-amerikanischer American-Football-Trainer
- George Allen (Fußballspieler, 1932) (1932–2016), englischer Fußballspieler
- George Allen (Politiker) (* 1952), US-amerikanischer Politiker
- George Allen (Fußballspieler, 1995) (* 1995), englischer Fußballspieler
- George Frederic Allen (1837–1929), neuseeländischer Architekt
- George V. Allen (1903–1970), US-amerikanischer Diplomat
- George Wigram Allen (1824–1885), australischer Politiker, Sprecher und Mitglied der Legislativversammlung von New South Wales
- Gerald R. Allen (* 1942), australischer Ichthyologe
- Geri Allen (1957–2017), US-amerikanische Jazzpianistin
- Ginger Lynn Allen (* 1962), US-amerikanische Pornodarstellerin und Schauspielerin, siehe Ginger Lynn
- Glover Morrill Allen (1879–1942), US-amerikanischer Zoologe
- Gracie Allen (1895–1964), US-amerikanische Schauspielerin
- Graham Allen (Fußballspieler, 1932) (1932–2017), englischer Fußballspieler
- Graham Allen (Politiker) (* 1953), britischer Politiker
- Graham Allen (Fußballspieler, 1977) (* 1977), englischer Fußballspieler
- Grant Allen (1848–1899), kanadischer Autor
- Grayson Allen (* 1995), US-amerikanischer Basketballspieler
- Greg Allen (Fußballspieler) (* 1967), englischer Fußballspieler
- Greg Allen (Baseballspieler) (* 1993), US-amerikanischer Baseballspieler

### H
- Hans Günther van Allen (* 1934), deutscher Politiker
- Harrison Allen (1841–1897), US-amerikanischer Zoologe
- Harry Allen (Fußballspieler, 1866) (1866–1895), englischer Fußballspieler
- Harry Allen (Golfspieler) (1876–1924), US-amerikanischer Golfspieler
- Harry Allen (Fußballspieler, 1879) (1879–1939), englischer Fußballspieler und Sportfunktionär
- Harry Allen (Tennisspieler), US-amerikanischer Tennisspieler
- Harry Allen (Musiker) (* 1966), US-amerikanischer Jazzsaxophonist
- Harry E. Allen (1938–2021), US-amerikanischer Kriminologe und Hochschullehrer
- Hayley Allen (* 1975), britische Wasserspringerin
- Heman Allen (Politiker, 1777) (1777–1844), US-amerikanischer Politiker
- Heman Allen (Politiker, 1779) (1779–1852), US-amerikanischer Politiker und Diplomat
- Henry Allen (Fußballspieler, I), chilenischer Fußballspieler
- Henry Allen (Fußballspieler, 1898) (1898–1976), englischer Fußballspieler
- Henry Allen senior (1877–1952), US-amerikanischer Jazztrompeter und Bandleader
- Henry C. Allen (Politiker, 1838) (Henry Clay Allen; 1838–1889), US-amerikanischer Politiker (Virginia)
- Henry C. Allen (Politiker, 1872) (Henry Crosby Allen; 1872–1942), US-amerikanischer Politiker (New Jersey)
- Henry Clay Allen (1836–1909), US-amerikanischer Homöopath
- Henry Dixon Allen (1854–1924), US-amerikanischer Politiker
- Henry Justin Allen (1868–1950), US-amerikanischer Politiker
- Henry Red Allen (1908–1967), US-amerikanischer Jazztrompeter
- Henry Tureman Allen (1859–1930), US-amerikanischer General
- Henry Tureman Allen junior (1889–1971), US-amerikanischer Springreiter
- Henry Watkins Allen (1820–1866), US-amerikanischer Politiker und Offizier
- Henry Wilson Allen (1912–1991), US-amerikanischer Autor
- Henry Woodward Allen (1876–1924), US-amerikanischer Golfer
- Herbert Allen (1899–1965), englischer Fußballspieler
- Hervey Allen (1889–1949), US-amerikanischer Schriftsteller
- Hoodie Allen (* 1988), US-amerikanischer Sänger
- Horace Newton Allen (1858–1932), US-amerikanischer Arzt, Missionar und Diplomat
- Horatio Allen (1802–1889), US-amerikanischer Eisenbahningenieur
- Howard Arthur Allen (1949–2020), US-amerikanischer Serienmörder
- Hugh Allen (Musiker) (1869–1946), britischer Organist, Dirigent und Musikpädagoge
- Hugh Allen (Segler) (1924–2013), irischer Segler
- Huntley Allen (* 2000), US-amerikanischer Tennisspieler

### I
- Ian Allen (Fußballspieler) (* 1932), schottischer Fußballspieler
- Ian Allen (Ruderer) (* 1938), australischer Ruderer
- Iffy Allen (* 1994), englischer Fußballspieler
- Ioan Allen, amerikanischer Toningenieur und Erfinder
- Ira Allen (1751–1814), US-amerikanischer Politiker, Mitbegründer des Bundesstaates Vermont
- Irving Allen (Irving Applebaum; 1905–1987), US-amerikanischer Filmproduzent und Regisseur
- Irving L. Allen (Irving Lewis Allen; * 1931), US-amerikanischer Soziologe
- Irwin Allen (1916–1991), US-amerikanischer Filmproduzent und Regisseur
- Isabelle Allen (* 2002), britische Schauspielerin
- Ivan Allen (1911–2003), US-amerikanischer Politiker, Bürgermeister von Atlanta

### J
- J. D. Allen III (* 1972), US-amerikanischer Jazzsaxophonist
- J. Frances Allen (Jady; 1916–2011), US-amerikanische Biologin und Malakologin
- J. R. Allen (James R. Allen; 1930–1973), US-amerikanischer Politiker
- Jack Allen (Fußballspieler, 1891) (1891–1971), englischer Fußballspieler
- Jack Allen (Fußballspieler, 1900) (1900–??), englischer Fußballspieler
- Jack Allen (Fußballspieler, 1903) (1903–1957), englischer Fußballspieler
- Jack Allen (Schauspieler) (1907–1995), britischer Schauspieler
- Jackie Allen (* 1959), US-amerikanische Jazzmusikerin
- Jacqueline Allen (* 1983), britische Triathletin
- Jake Allen (* 1990), kanadischer Eishockeytorwart
- James Allen (Politiker) (1855–1942), neuseeländischer Politiker
- James Allen (Schriftsteller) (1864–1912), englischer Schriftsteller
- James Van Allen (1914–2006), US-amerikanischer Astrophysiker
- James Allen (Journalist) (* 1966), britischer Fernsehjournalist
- James Allen (Rennfahrer) (* 1996), australischer Automobilrennfahrer
- James Browning Allen (1912–1978), US-amerikanischer Politiker
- James C. Allen (1822–1912), US-amerikanischer Politiker
- James F. Allen (* 1950), US-amerikanischer Informatiker
- James Lane Allen (1849–1925), US-amerikanischer Schriftsteller
- James P. Allen (* 1945), US-amerikanischer Ägyptologe
- James R. Allen (1925–1992), US-amerikanischer General
- James R. Allen (1930–1973), US-amerikanischer Politiker, siehe J. R. Allen
- James Turney Allen (1873–1948), US-amerikanischer Altphilologe
- James Vincent Allen (* 1959), US-amerikanischer Philosophiehistoriker
- Jamie Allen (Baseballspieler) (James Bradley Allen; * 1958), US-amerikanischer Baseballspieler
- Jamie Allen (Fußballspieler, Januar 1995) (Jamie Paul Allen; * 1995), englischer Fußballspieler
- Jamie Allen (Fußballspieler, Mai 1995) (Jamie Paul Allen; * 1995), englisch-montserratischer Fußballspieler
- Jared Allen (* 1982), US-amerikanischer American-Football-Spieler
- Jarrett Allen (* 1998), US-amerikanischer Basketballspieler
- Jason Allen (Politiker) (* 1963), US-amerikanischer Politiker
- Jason Allen (Rugbyspieler) (* 1975), australischer Rugby-League-Spieler
- Jason Allen (Radsportler) (* 1981), neuseeländischer Radrennfahrer
- Jason Allen (Footballspieler) (* 1983), US-amerikanischer American-Football-Spieler
- Jason Allen-Paisant (* 1980), jamaikanischer Dichter und Schriftsteller
- Jason M. Allen (Jason Michael Allen), US-amerikanischer Künstler, siehe Théâtre d’Opéra Spatial
- Jay Presson Allen (1922–2006), US-amerikanische Schriftstellerin und Drehbuchautorin
- Jennifer Allen (Journalistin), Chefredakteurin von frieze d/e
- Jennifer Allen (Autorin) (* 1961), amerikanische Autorin und TV-Kommentartorin
- Jennifer Allen, Geburtsname von Jennifer Williamson (* 1965), schottische Badmintonspielerin
- Jeremy Peter Allen (* 1968), kanadischer Filmschaffender
- Jess Allen, US-amerikanischer Schauspieler
- Jessica Allen (* 1993), australische Radsportlerin
- Jim Allen (Fußballspieler) (James Allen; 1859–1929), irischer Fußballspieler
- Jim Allen (Künstler) (1911–2023), neuseeländischer Künstler, Kunstpädagoge und Kunstkritiker
- Jim Allen (Autor) (1926–1999), britischer Bühnenschriftsteller und Drehbuchautor
- Jimmie Allen (* 1986), US-amerikanischer Countrysänger und Songwriter
- Jimmy Allen (Fußballspieler, 1909) (James Phillips Allen; 1909–1995), englischer Fußballspieler und -trainer
- Jimmy Allen (Fußballspieler, 1913) (James Allen; 1913–1979), englischer Fußballspieler
- Jimmy Allen (Footballspieler) (* 1952), US-amerikanischer American-Football-Spieler
- Jo Allen (Produzentin), britische Filmproduzentin
- Jo Allen (Maskenbildnerin), britische Maskenbildnerin
- Jo Harvey Allen (* 1942), US-amerikanische Schauspielerin und Autorin
- Joan Allen (* 1956), US-amerikanische Schauspielerin
- Joe Allen (Fußballspieler, 1909) (Joseph Allen; 1909–1978), englischer Fußballspieler
- Joe Allen (Unternehmer) (1933–2021), US-amerikanischer Unternehmer
- Joe Allen (Maler) (* 1955), britischer Maler
- Joe Allen (Fußballspieler, 1990) (Joseph Michael Allen; * 1990), walisischer Fußballspieler
- Joel Asaph Allen (1838–1921), US-amerikanischer Biologe
- John Allen (Erzbischof) (1476–1534), Erzbischof von Dublin
- John Allen (Märtyrer) († 1538), englischer Märtyrer
- John Allen (Politiker) (1763–1812), US-amerikanischer Politiker (Connecticut)
- John Allen (Soldat) (1771/1772–1813), US-amerikanischer Offizier
- John Allen (Geograph) (* 1951), britischer Geograph
- John Allen (Fußballspieler, 1955) (* 1955), englischer Fußballspieler
- John Allen (Fußballspieler, 1964) (* 1964), walisischer Fußballspieler und -trainer
- John Allen (Basketballspieler) (* 1982), US-amerikanischer Basketballspieler
- John Allen (Musiker) (* 1984), deutscher Musiker
- John A. Allen (John Anthony Allen; 1926–2020), britischer Zoologe
- John B. Allen, Pseudonym von Donald E. Westlake (1933–2008), US-amerikanischer Schriftsteller
- John Beard Allen (1845–1903), US-amerikanischer Kongressabgeordneter und Senator von Washington
- John Clayton Allen (1860–1939), US-amerikanischer Politiker
- John David Allen, US-amerikanischer Filmeditor
- John F. Allen (1908–2001), kanadisch-britischer Physiker
- John James Allen (1797–1871), US-amerikanischer Politiker
- John Joseph Allen (1899–1995), US-amerikanischer Politiker
- John L. Allen (* 1965), US-amerikanischer Journalist
- John Manchester Allen (1901–1941), neuseeländischer Politiker
- John Mills Allen (1846–1917), US-amerikanischer Politiker
- John R. Allen (* 1953), US-amerikanischer General
- John R. L. Allen (1932–2020), britischer Geologe
- John W. Allen (1802–1887), US-amerikanischer Politiker
- John William Allen (1926–2006), US-amerikanischer Geher
- Johnny Allen (Baseballspieler) (1904/1905–1959), US-amerikanischer Baseballspieler
- Johnny Allen (Musiker) (1917–2014), US-amerikanischer Jazzmusiker und Arrangeur
- Johnny Allen (Rennfahrer) (1929–1995), US-amerikanischer Motorradrennfahrer
- Jonathan Allen (* 1995), US-amerikanischer American-Football-Spieler
- Jonathan Allen (Fußballspieler) (* 2000), papua-neuguineischer Fußballspieler
- Jonelle Allen (* 1944), US-amerikanische Schauspielerin
- Jorge Allen (* 1956), argentinischer Rugby-Union-Spieler
- Joseph Allen (Politiker) (1749–1827), US-amerikanischer Politiker
- Joseph Allen (Bischof) (1770–1845), britischer Geistlicher, Bischof von Bristol
- Joseph P. Allen (Joe Allen; * 1937), US-amerikanischer Astronaut
- Joseph William Allen (1805–1852), britischer Maler
- Josh Allen (Footballspieler, 1991) (* 1996), US-amerikanischer American-Football-Spieler (Center, Tampa Bay Buccaneers)
- Josh Allen (Footballspieler, 1996) (* 1996), US-amerikanischer American-Football-Spieler (Quarterback, Buffalo Bills)
- Josh Hines-Allen (* 1997), US-amerikanischer American-Football-Spieler
- Judson Allen (1797–1880), US-amerikanischer Politiker

### K
- Kanati Allen (* 1946), US-amerikanischer Turner
- Karen Allen (* 1951), US-amerikanische Schauspielerin
- Kate Allen (Triathletin) (* 1970), österreichische Triathletin
- Kate Allen, Ehename von Kate Slatter (* 1971), australische Ruderin
- Kate Allen (Hockeyspielerin) (* 1974), australische Hockeyspielerin
- Kate Allen (Sängerin) (* 1985), irische Opernsängerin (Mezzosopran)
- Katy Allen, Schauspielerin
- Keegan Allen (* 1989), US-amerikanischer Schauspieler
- Keenan Allen (* 1992), US-amerikanischer American-Football-Spieler
- Keith Allen (Leichtathlet) (1917–1995), australischer Leichtathlet
- Keith Allen (Eishockeyspieler) (1923–2014), kanadischer Eishockeyspieler, -trainer und -funktionär
- Keith Allen (Fußballspieler, 1943) (* 1943), englischer Fußballspieler
- Keith Allen (Schauspieler) (* 1953), walisischer Schauspieler und Moderator
- Keith Allen (Fußballspieler, 1990) (* 1990), belizischer Fußballspieler
- Kenny Allen (* 1948), englischer Fußballspieler
- Kevin Allen (Fußballspieler) (* 1961), englischer Fußballspieler
- Kevin Allen (Regisseur) (* 1962), britischer Schauspieler und Regisseur
- Kirk Allen (* 1971), kanadischer Skispringer
- Kolie Allen (* 2000), US-amerikanische Tennisspielerin
- Kris Allen (* 1985), US-amerikanischer Singer-Songwriter und Musiker
- Krista Allen (* 1971), US-amerikanische Schauspielerin
- Kyle Allen (Schauspieler) (* 1994), US-amerikanischer Schauspieler
- Kyle Allen (Footballspieler) (* 1996), US-amerikanischer American-Football-Spieler

### L
- Larry Allen (1971–2024), US-amerikanischer American-Football-Spieler
- Laura Allen (Schauspielerin) (* 1974), US-amerikanische Schauspielerin
- Laura Allen (Maskenbildnerin) (* 1986), britische Maskenbildnerin
- Lawrence Allen (* 1921), britischer Geher
- Lee Allen (1926–1994), US-amerikanischer Saxophonist
- Lee Dale Allen (1934–2012), US-amerikanischer Ringer und Ringkampftrainer
- Leighton Allen (* 1973), englischer Fußballspieler
- Leland C. Allen (1926–2012), US-amerikanischer Chemiker
- Lemuel Allen (1839–1918), US-amerikanischer Politiker
- Len Allen (* 1931), britischer Ringer
- Leo E. Allen (1898–1973), US-amerikanischer Politiker
- Les Allen (* 1937), englischer Fußballspieler und -trainer
- Leslie Allen (* 1957), US-amerikanische Tennisspielerin
- Leslie Charles Allen (1916–1982), australischer Soldat, siehe Bull Allen
- Lettie Annie Allen (1901–1980), neuseeländische Politikerin und Aktivistin
- Lew Allen, Jr. (1925–2010), US-amerikanischer General
- Lewis Allen (1905–2000), britischer Filmregisseur
- Lewis M. Allen (1922–2003), US-amerikanischer Film- und Theaterproduzent
- Liliana Allen (* 1970), kubanisch-mexikanische Sprinterin
- Lily Allen (* 1985), britische Popsängerin
- Linda Allen (Reiterin) (* 1946), US-amerikanische Springreiterin, Parcoursdesignerin und Autorin
- Linda Allen (Wirtschaftswissenschaftlerin) (* 1954), US-amerikanische Wirtschaftswissenschaftlerin
- Linda Allen, Geburtsname von Linda Leverton (* 1987), australische Dreispringerin
- Linda J. S. Allen, US-amerikanische Biomathematikerin
- Lisa-Marie Allen (* 1960), US-amerikanische Eiskunstläuferin
- Lorcan Allen (* 1940), irischer Politiker (Fianna Fáil)
- Louise Allen (* 1962), US-amerikanische Tennisspielerin
- Luke Allen-Gale (* 1984), britischer Film-, Bühnen- und Fernsehschauspieler

### M
- M. Catherine Allen (1851–1922), Älteste und Mitglied des Zentralen Ministeriums der US-amerikanischen Religionsgemeinschaft Shaker
- Malcolm Allen (Politiker) (* 1953), kanadischer Politiker
- Malcolm Allen (Fußballspieler) (* 1967), walisischer Fußballspieler
- Malcolm Allen (Tennisspieler) (* 1967), US-amerikanischer Tennisspieler
- Malcolm Allen (Schwimmer) (* 1973), australischer Schwimmer
- Malik Allen (* 1978), US-amerikanischer Basketballspieler
- Marcus Allen (* 1960), US-amerikanischer American-Football-Spieler
- Marit Allen (1941–2007), britische Kostümbildnerin
- Marjory Allen (1897–1976), britische Landschaftsarchitektin und Kinderrechtsaktivistin
- Mark Allen (Schauspieler) (1920–2003), US-amerikanischer Schauspieler
- Mark Allen (Triathlet) (* 1958), US-amerikanischer Triathlet
- Mark Allen (Fußballspieler) (* 1963), englischer Fußballspieler
- Mark Allen (Rugbyspieler) (* 1967), schottischer Rugby-Union-Spieler
- Mark Allen (Snookerspieler) (* 1986), nordirischer Snookerspieler
- Mark Johnston-Allen (* 1968), englischer Snookerspieler
- Marko Allen (* 1967), finnischer Eishockeyspieler
- Marshall Allen (* 1924), US-amerikanischer Saxophonist
- Martin Allen (Numismatiker) (* 1956), britischer Numismatiker
- Martin Allen (Autor) (* 1958), britischer Autor und Geschichtsrevisionist
- Martin Allen (Fußballspieler) (* 1965), englischer Fußballspieler und -trainer
- Martin F. Allen (1842–1927), US-amerikanischer Bankier, Landwirt und Politiker
- Mary Sophia Allen (1878–1964), britische Suffragette, Polizistin und Faschistin
- Maryon Pittman Allen (1925–2018), US-amerikanische Politikerin
- Matías Allen (* 1968), argentinischer Rugby-Union-Spieler
- Maud Perceval Allen (1880–1955), britische Sängerin (Sopran)
- Mel Allen (1913–1996), US-amerikanischer Sportreporter
- Melba Till Allen (1933–1989), US-amerikanische Politikerin (Demokratische Partei)
- Mervyn Allen (1909–1976), walisischer Fußballspieler
- Michael Allen (Schauspieler), Schauspieler
- Michael Allen (Golfspieler) (Michael Louis Allen; * 1959), US-amerikanischer Golfer
- Michael Allen (Journalist) (Mike Allen; * 1964), US-amerikanischer Journalist
- Michael Allen (Leichtathlet) (* 1980), britischer Speerwerfer
- Michael Allen (Rugbyspieler) (Mike Allen; * 1990), irischer Rugby-Union-Spieler
- Miguel Allen (* 2003), spanischer Basketballspieler
- Mike Allen (Radsportler) (* 1935), US-amerikanischer Radrennfahrer
- Mike Allen (Michael Allen; * 1949), englischer Fußballspieler
- Milton Pentonville Allen (1888–1981), Journalist und Gouverneur von St. Christopher, Nevis und Anguilla
- Monique Allen (* 1971), australische Turnerin
- Myles R. Allen (* 1965), britischer Klimaforscher und Hochschullehrer

### N
- Nancy Allen (* 1950), US-amerikanische Schauspielerin
- Nancy Allen (Musikerin) (* 1954), US-amerikanische Harfenistin
- Nathaniel Allen (1780–1832), US-amerikanischer Politiker
- Nathon Allen (* 1995), jamaikanischer Leichtathlet
- Nellie Beatrice Allen (1874–1961), US-amerikanische Landschaftsarchitektin
- Nicholas Allen (* 1947), britisch-österreichischer Theaterpädagoge, Schauspieler und Regisseur

### O
- Ollie Allen (Oliver Thomas Allen; * 1986), englischer Fußballspieler
- Oscar K. Allen (1882–1936), US-amerikanischer Politiker (Louisiana)

### P
- Patrick Allen (Schauspieler) (1927–2006), malawisch-britischer Schauspieler und Sprecher
- Patrick Allen (Politiker) (* 1951), jamaikanischer Geistlicher und Generalgouverneur
- Patrina Allen (* 1975), jamaikanische Hürdenläuferin
- Paul Allen (1953–2018), US-amerikanischer Computerunternehmer
- Paul Allen (Fußballspieler, 1962) (* 1962), englischer Fußballspieler
- Paul Allen (Fußballspieler, 1967) (* 1967), englischer Fußballspieler
- Paul Allen (Fußballspieler, 1968) (* 1968), englischer Fußballspieler
- Paul Hamilton Allen (1911–1963), US-amerikanischer Botaniker
- Paula Gunn Allen (1939–2008), US-amerikanische Feministin und Autorin
- Percy Allen (Fußballspieler) (1895–1969), englischer Fußballspieler
- Percy Allen (Eishockeyspieler), kanadischer Eishockeyspieler
- Percy Benjamin Allen (1913–1992), neuseeländischer Politiker
- Percy Stafford Allen (1869–1933), britischer Philologe
- Perrin Manzer Allen, US-amerikanischer Sänger, Musiker und Komponist
- Peter Allen (Fußballspieler, 1934) (1934–1993), englischer Fußballspieler
- Peter Allen (1944–1992), australischer Komponist und Entertainer
- Peter Allen (Fußballspieler, 1946) (1946–2023), englischer Fußballspieler
- Peter Allen (Komponist, 1952) (* 1952), kanadischer Komponist
- Peter Allen (Dartspieler) (* 1956), englischer Dartspieler
- Peter Allen (Drehbuchautor), Drehbuchautor
- Philip Allen (Politiker) (1785–1865), US-amerikanischer Politiker
- Philip Allen (Fußballspieler) (1902–1992), englischer Fußballspieler
- Philip Allen, Baron Allen of Abbeydale (1912–2007), britischer Staatsbediensteter
- Philip A. Allen (1953–2021), britischer Geologe
- Phog Allen (1885–1974), US-amerikanischer Basketballtrainer
- Polly Allen (* 2001), britische Schauspielerin

### Q
- Queenie Allen (1911–2007), englische Badmintonspielerin

### R
- Rae Allen (1926–2022), US-amerikanische Schauspielerin
- Raine Allen-Miller, britische Filmregisseurin
- Ralph Allen (Unternehmer) (1693–1764), britischer Unternehmer
- Ralph Allen (Fußballspieler) (1906–1981), englischer Fußballspieler
- Ralph Allen (Journalist) (1913–1966), kanadischer Journalist und Schriftsteller
- Ray Allen (* 1975), US-amerikanischer Basketballspieler
- Ray Steadman-Allen (1922–2014), britischer Komponist
- Red Allen (1908–1967), US-amerikanischer Jazztrompeter, siehe Henry Red Allen
- Reg Allen (Szenenbildner) (Reginald Allen; 1917–1989), britischer Szenenbildner und Requisiteur
- Reg Allen (Fußballspieler) (Arthur Reginald Allen; 1919–1976), englischer Fußballspieler
- Reginald Edgar Allen (1931–2007), US-amerikanischer Gräzist und Philosophiehistoriker
- Rex Allen (1920–1999), US-amerikanischer Sänger und Schauspieler
- Ricardo Allen (* 1991), US-amerikanischer American-Football-Spieler
- Richard Allen (Bischof) (1760–1831), US-amerikanischer Gründer und Bischof der African Methodist Episcopal Church
- Richard Allen (Schriftsteller) (eigentlich James Moffat; 1922–1993), britischer Schriftsteller
- Richard Allen (Musiker) (Pistol; 1932–2002), US-amerikanischer Musiker
- Richard Allen (Schauspieler) (1957–2013), US-amerikanischer Schauspieler
- Richard Allen (Illustrator) (* 1964), britischer Illustrator
- Richard Allen (Triathlet), britischer Triathlet
- Richard B. Allen (Richard Binion Allen; 1927–2007), US-amerikanischer Jazz-Historiker
- Richard Hinckley Allen (1838–1908), US-amerikanischer Naturforscher und Astronom
- Richard James Allen (1902–1969), indischer Hockeyspieler
- Richard P. Allen (Richard Putnam Allen; 1938–2020), US-amerikanischer Psychologe, Neurologe und Schlafforscher
- Richard V. Allen (Richard Vincent Allen; 1936–2024), US-amerikanischer Politiker
- Richie Allen (Richard Podolor; 1936–2022), US-amerikanischer Musiker und Produzent
- Rick Allen (Richard John Cyril Allen; * 1963), britischer Musiker
- Rick W. Allen (Richard Wayne Allen; * 1951), US-amerikanischer Politiker
- River Allen (Fußballspieler) (* 1995), englischer Fußballspieler
- Robert Allen (Politiker, 1778) (1778–1844), US-amerikanischer Politiker
- Robert Allen (Politiker, 1794) (1794–1859), US-amerikanischer Politiker
- Robert Allen (General) (1811–1886), US-amerikanischer General
- Robert Allen (Fußballspieler, 1886) (1886–1981), englischer Fußballspieler
- Robert Allen (Fußballspieler, 1916) (1916–2001), englischer Fußballspieler
- Robert C. Allen (* 1947), US-amerikanisch-kanadisch-britischer Historiker und Hochschullehrer
- Robert Edward Lee Allen (1865–1951), US-amerikanischer Politiker
- Robert G. Allen (1902–1963), US-amerikanischer Politiker
- Robert Porter Allen (1905–1963), US-amerikanischer Ornithologe und Naturschützer
- Rock Allen (* 1981), US-amerikanischer Boxer
- Rod Allen (1942–2008), britischer Musiker, Mitglied von The Fortunes
- Roderick R. Allen (1894–1970), US-amerikanischer Generalmajor
- Roger Allen (Diplomat) (1909–1972), britischer Diplomat
- Roger Allen (Arabist) (* 1942), US-amerikanischer Arabist und Übersetzer
- Roger Allen (Musikwissenschaftler), britischer Musikwissenschaftler
- Roger Allen (Skilangläufer) (* 1952), kanadischer Skilangläufer
- Roger MacBride Allen (* 1957), US-amerikanischer Schriftsteller
- Roland Allen (1868–1947), englischer anglikanischer Missionar in China und Autor
- Ron Allen (Ronald Leslie Allen; 1935–2006), englischer Fußballspieler
- Ronald Allen (Schauspieler) (1930–1991), britischer Schauspieler
- Ronnie Allen (Ronald Allen; 1929–2001), englischer Fußballspieler und -trainer
- Rory Allen (* 1977), englischer Fußballspieler
- Roseanne Allen (1954–2009), kanadische Skilangläuferin
- Roy George Douglas Allen (1906–1983), britischer Ökonom und Mathematiker
- Russ Allen (* 1954), englischer Fußballspieler
- Russell Allen (Radsportler) (1913–nach 1932), US-amerikanischer Radrennfahrer
- Russell Allen (* 1971), US-amerikanischer Rocksänger

### S
- Sam Allen (Fußballfunktionär) (1868–1946), englischer Fußballfunktionär und -trainer
- Sam Allen (Jazzpianist) (1909–1963), US-amerikanischer Jazzpianist
- Sam Allen (Skisportler), britischer Skisportler
- Samuel Allen (Bergsteiger), kanadischer Bergsteiger
- Samuel Clesson Allen (1772–1842), US-amerikanischer Politiker
- Sandy Allen (Sandra Elaine Allen; 1955–2008), US-amerikanische Größenrekordhalterin
- Sandy Allen-Lewis (Sandra Louise Allen-Lewis; * 1978), australische Softballspielerin
- Sara Fulp-Allen (* 1985), US-amerikanische Ringerin
- Sarah Allen (* 1980), kanadische Schauspielerin
- Scott Allen (Eiskunstläufer) (* 1949), US-amerikanischer Eiskunstläufer
- Scott Allen (Eishockeyspieler, 1966) (* 1966), US-amerikanischer Eishockeyspieler und -trainer
- Scott Allen (Footballspieler) (* 1975), australischer Australian-Football-Spieler
- Scott Allen (Skirennläufer) (* 1985), US-amerikanischer Skirennläufer
- Scott Allen (Eishockeyspieler, 1990) (* 1990), kanadischer Eishockeyspieler
- Sean Allen (* 1966), US-amerikanischer Rugby-Union-Spieler
- Shanley Allen, kanadische Linguistin
- Shaun Van Allen (* 1967), kanadischer Eishockeyspieler und -trainer
- Sheila Allen (Schauspielerin, 1929) (* 1929), US-amerikanische Schauspielerin
- Sheila Allen (Soziologin) (1930–2009), britische Soziologin
- Sheila Allen (Schauspielerin, 1932) (1932–2011), britische Schauspielerin
- Sian Barbara Allen (1946–2025), US-amerikanische Schauspielerin und Schriftstellerin
- Siemon Allen, südafrikanischer Künstler
- Stephanie Victoria Allen, eigentlicher Name von Stefflon Don (* 1991), britische Rapperin
- Stephen Allen (1767–1852), US-amerikanischer Politiker
- Steve Allen (Stephen Valentine Patrick William Allen; 1921–2000), US-amerikanischer Komiker und Musiker
- Steve Allen (Sänger) (* 1957), britischer Sänger
- Sture Allén (1928–2022), schwedischer Sprachforscher
- Susan Allen (* 1963), US-amerikanische Politikerin

### T
- Tanner Allen (1924–2014), englischer Fußballspieler
- Tanya Allen (* 1975), kanadische Schauspielerin
- Ted Allen (* 1965), US-amerikanischer Autor und Fernsehmoderator
- Teddy G. Allen (* 1936), US-amerikanischer Generalleutnant im Ruhestand
- Teigen Allen (* 1994), australische Fußballspielerin
- Terry Allen (Boxer) (1924–1987), britischer Boxer
- Terry Allen (Musiker) (* 1943), US-amerikanischer Songwriter und Sänger
- Terry Allen (Basketballspieler) (* 1993), US-amerikanischer Basketballspieler
- Terry de la Mesa Allen (1888–1969), US-amerikanischer Generalmajor und Polospieler
- Tessa Allen (* 1996), US-amerikanische Schauspielerin
- Thad W. Allen (* 1949), US-amerikanischer Admiral
- Thomas Allen (Mathematiker) (1542–1632), englischer Mathematiker
- Thomas Allen (Politiker, 1813) (1813–1882), US-amerikanischer Politiker (Missouri)
- Thomas Allen (Politiker, 1825) (1825–1905), US-amerikanischer Politiker (Wisconsin)
- Thomas Allen (Maler) (1849–1924), US-amerikanischer Maler
- Thomas Allen (Sänger) (Thomas Boaz Allen; * 1944), britischer Opernsänger (Bariton)
- Thomas Allen (Sportschütze) (* 1953), irischer Sportschütze
- Thomas B. Allen (* 1929), US-amerikanischer Historiker
- Thomas Michael Allen (* 1965), US-amerikanischer Sänger (Tenor), siehe Tom Allen (Sänger)
- Thomas William Allen (1862–1950), britischer Klassischer Philologe
- Tim Allen (* 1953), US-amerikanischer Schauspieler
- Tom Allen (Boxer) (1840–1904), englischer Boxer
- Tom Allen (Politiker) (Thomas Hodge Allen; * 1945), US-amerikanischer Politiker
- Tom Allen (Sänger) (Thomas Michael Allen; * 1965), US-amerikanischer Opernsänger (Tenor)
- Tom Allen (Schauspieler) (* 1983), britischer Schauspieler und Komiker
- Tom Allen (Tennisspieler) (* 1992), britischer Tennisspieler
- Tommy Allen (Thomas Allen; 1897–1968), englischer Fußballspieler
- Tony Allen (Sänger) (1932–2018), US-amerikanischer Sänger
- Tony Allen (Fußballspieler) (Anthony Allen; 1939–2022), englischer Fußballspieler
- Tony Allen (Schlagzeuger) (Tony Oladipo Allen; 1940–2020), nigerianischer Schlagzeuger und Songschreiber
- Tony Allen (Basketballspieler) (Anthony Allen; * 1982), US-amerikanischer Basketballspieler
- Tyrone Allen (* ≈1995), US-amerikanischer Jazzmusiker

### V
- Vashami Allen (* 1997), antiguanischer Fußballspieler
- Vic Allen (1923–2014), britischer Soziologe, Historiker und Wirtschaftswissenschaftler
- Victoria Allen (* 2001), britische Tennisspielerin
- Viola Allen (1869–1948), US-amerikanische Schauspielerin

### W
- Walter Allen (Fußballspieler) (1889–1948), englischer Fußballspieler
- Walter Allen (Autor) (1911–1995), britischer Autor und Kritiker
- Wendy Allen (* 1944), US-amerikanische Skirennläuferin
- Willard Myron Allen (1904–1993), US-amerikanischer Gynäkologe, Geburtshelfer und Hochschullehrer
- William Allen (Kardinal) (1532–1594), englischer Politiker und Geistlicher, Erzbischof von Mechelen
- William Allen (Loyalist) (1704–1780), US-amerikanischer Geschäftsmann, siehe Allentown (Pennsylvania) #Geschichte
- William Allen (Quäker) (1770–1843), britischer Wissenschaftler und Philanthrop
- William Allen (Marineoffizier) (1792–1864), britischer Marineoffizier, Entdecker und Afrikanist
- William Allen (Politiker, 1803) (1803–1879), US-amerikanischer Politiker (Ohio)
- William Allen (Politiker, 1827) (1827–1881), US-amerikanischer Politiker (Ohio)
- William Allen (Segler) (* 1947), US-amerikanischer Segler
- William E. Allen, US-amerikanischer Regierungsbeamter
- William F. Allen (William Franklin Allen; 1883–1946), US-amerikanischer Politiker
- William Fitch Allen (1808–1878), US-amerikanischer Jurist und Politiker (Demokratische Partei)
- William J. Allen (1829–1901), US-amerikanischer Politiker
- William McPherson Allen (1900–1985), US-amerikanischer Geschäftsmann
- William R. Allen (1871–1953), US-amerikanischer Politiker
- William S. Allen (William Sylvester Allen; 1857–1926), US-amerikanischer Politiker (Republikanische Partei)
- William Sheridan Allen (1932–2013), US-amerikanischer Historiker
- William Sidney Allen (1918–2004), britischer Indogermanist
- William V. Allen (1847–1924), US-amerikanischer Politiker
- William Wirt Allen (1835–1894), US-amerikanischer Brigadegeneral
- Willis Allen (1806–1859), US-amerikanischer Politiker
- Woody Allen (* 1935), US-amerikanischer Schauspieler und Regisseur
- Wyatt Allen (* 1979), US-amerikanischer Ruderer

### Y
- Yasemin Allen (* 1989), englisch-türkische Schauspielerin
- Young John Allen (1836–1907), US-amerikanischer Missionar

## Träger des Namens als Vorname
- Mark Allen Alford, siehe Mark Alford (* 1976), US-amerikanischer Politiker